# Sinningia mauroana
Sinningia mauroana är en tvåhjärtbladig växtart som beskrevs av Chautems. Sinningia mauroana ingår i släktet Sinningia och familjen Gesneriaceae. Inga underarter finns listade i Catalogue of Life.